# Cerocoma adamovichiana
Cerocoma adamovichiana là một loài bọ cánh cứng trong họ Meloidae. Loài này được Piller & Mitterpacher miêu tả khoa học năm 1783.